# محمد صدام
محمد صدام (انگلیسی: Muhammad Sadam؛ زادهٔ ۱ فوریهٔ ۲۰۰۵) بازیکن فوتبال اهل پاکستان است.
وی همچنین در تیم‌های ملی فوتبال زیر ۲۰ سال پاکستان و پاکستان بازی کرده است.